# 毕达哥拉斯平均

二個數a及b的平方平均數及三種毕达哥拉斯平均的圖示。調和平均數標示為H，幾何平均數標示為G，算術平均數標示為A，平方平均數標示為Q

毕达哥拉斯平均是三種平均數的總稱，分別是算術平均數（AM）、幾何平均數（GM）及調和平均數（HM）。這些平均數在幾何學和音樂上有許多應用，畢達哥拉斯學派以及往後的古希臘數學家對這些平均數的比例進行了許多研究。

## 定義
其定義如下：
- {\displaystyle AM(x_{1},\ldots ,x_{n})={\frac {1}{n}}(x_{1}+\cdots +x_{n})}
- {\displaystyle GM(x_{1},\ldots ,x_{n})={\sqrt[{n}]{x_{1}\cdots x_{n}}}}
- {\displaystyle HM(x_{1},\ldots ,x_{n})={\frac {n}{{\frac {1}{x_{1}}}+\cdots +{\frac {1}{x_{n}}}}}}

## 性質
上述的任一個平均數{\textstyle \operatorname {M} }，在正的實數輸入下，都滿足以下性質：
一階齊次{\displaystyle \operatorname {M} (bx_{1},\ldots ,bx_{n})=b\operatorname {M} (x_{1},\ldots ,x_{n})}
交換下的不變{\displaystyle \operatorname {M} (\ldots ,x_{i},\ldots ,x_{j},\ldots )=\operatorname {M} (\ldots ,x_{j},\ldots ,x_{i},\ldots )}，對於任意{\displaystyle i}和{\displaystyle j}.
單調若{\displaystyle a\leq b}，則{\displaystyle \operatorname {M} (a,x_{1},x_{2},\ldots x_{n})\leq \operatorname {M} (b,x_{1},x_{2},\ldots x_{n})}
冪等{\displaystyle M(x,x,\ldots x)=x}，針對所有的{\displaystyle x}
由於單調和幂等，可知以下平均和極值之間的關係恆存在：
{\displaystyle \min(x_{1},\ldots ,x_{n})\leq \operatorname {M} (x_{1},\ldots ,x_{n})\leq \max(x_{1},\ldots ,x_{n}).}
若所有{\displaystyle x_{i}}均為正，調和平均數和算術平均數互為倒數的對偶：
{\displaystyle \operatorname {HM} \left({\frac {1}{x_{1}}},\ldots ,{\frac {1}{x_{n}}}\right)={\frac {1}{\operatorname {AM} \left(x_{1},\ldots ,x_{n}\right)}},}
而幾何平均數是其本身倒數的對偶：
{\displaystyle \operatorname {GM} \left({\frac {1}{x_{1}}},\ldots ,{\frac {1}{x_{n}}}\right)={\frac {1}{\operatorname {GM} \left(x_{1},\ldots ,x_{n}\right)}}.}

## 平均之間的不等式
若所有{\displaystyle x_{i}}均為正，三個平均數之間有以下的順序關係：
{\displaystyle min\geq AM(x_{1},\ldots ,x_{n})\geq GM(x_{1},\ldots ,x_{n})\geq HM(x_{1},\ldots ,x_{n})<max}
其中的等式成立若且唯若所有的{\displaystyle x_{i}}都相等。上式的不等式即為平均数不等式，也是冪平均不等式中的一個特例。其證明根據算术-几何平均值不等式、{\displaystyle \operatorname {AM} \leq \max }以及倒數對偶性（{\displaystyle \min }和{\displaystyle \max }兩者也是倒數對偶）
毕达哥拉斯平均的研究和蓋理論和舒爾凸函數的研究有密切關係。調和平均數和幾何平均數是其引數的凸對稱函數，因此是舒爾凸函數，而算數平均數是引數的線性函數，是凸函數也是凹函數。

## 參照
- 算术-几何平均数

## 外部連結
- Pythagorean means on MathWorld （页面存档备份，存于）